# 巴勒莫區立考古博物館
巴勒莫「安東尼諾·薩林納斯」區立考古博物館（意大利語：Museo archeologico regionale Antonino Salinas）是一家位於意大利西西里島大區巴勒莫的博物館。它擁有意大利最豐富的考古收藏之一，以及西西里島從史前到中世紀各個階段的文物：腓尼基人、布匿人、希臘人、羅馬人和拜占庭人，還有埃及人和伊特魯里亞人等其他民族的手工藝品。那裏保存著巴勒莫石碑，是古埃及前王朝至古王國歷史的重要見證。

## 历史
它誕生於1814年，為紀念巴勒莫考古學家和錢幣學家安東尼諾·薩林納斯（Antonino Salinas）而建，他從1873年一直管理該博物館直至1914年去世。
1977年意大利将该馆移交给西西里大区，作为区立博物馆。2016年翻修完成。

## 圖集

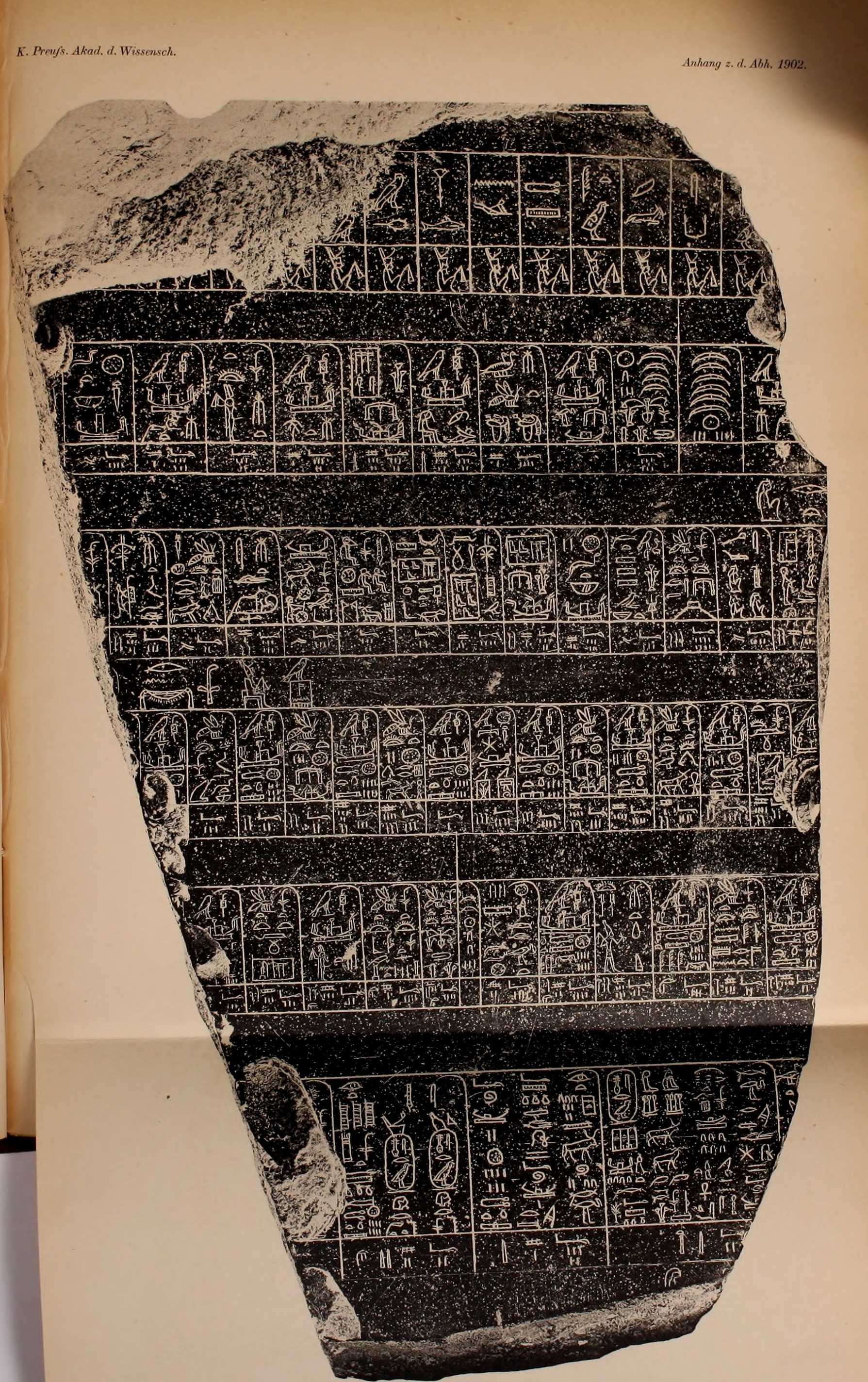
巴勒莫石碑
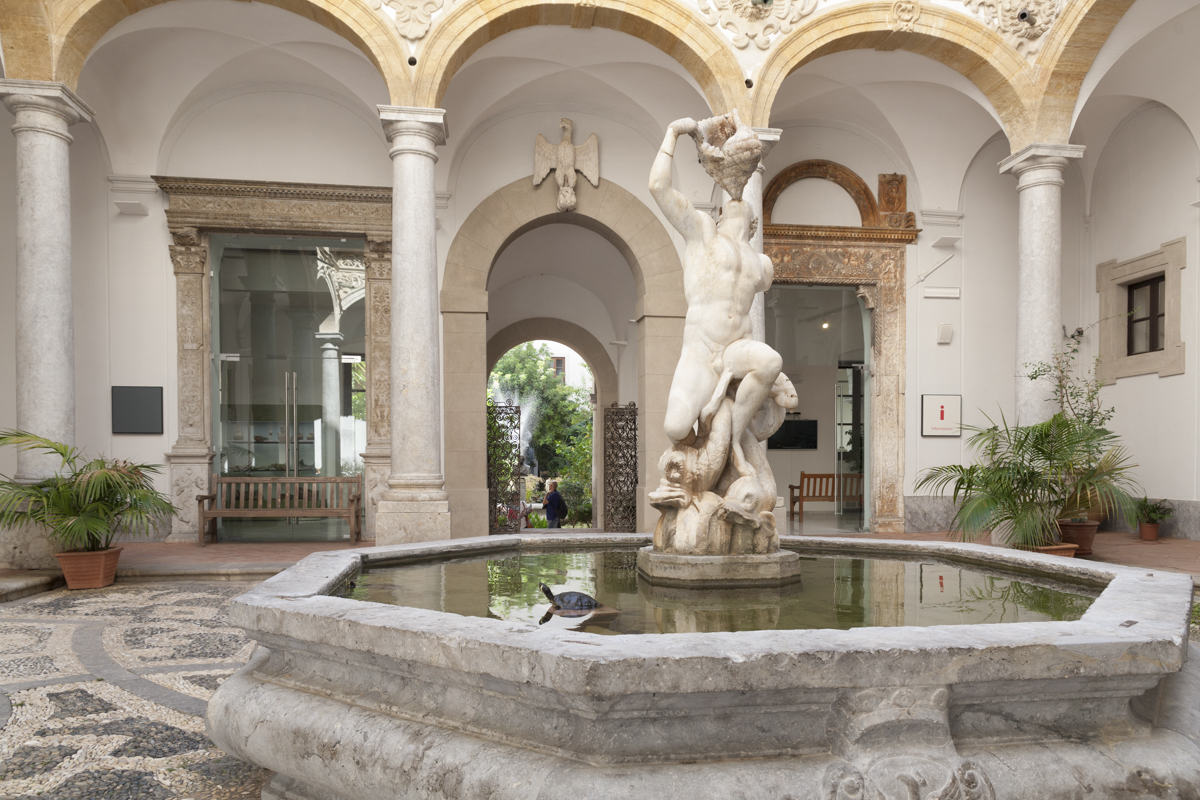
中庭
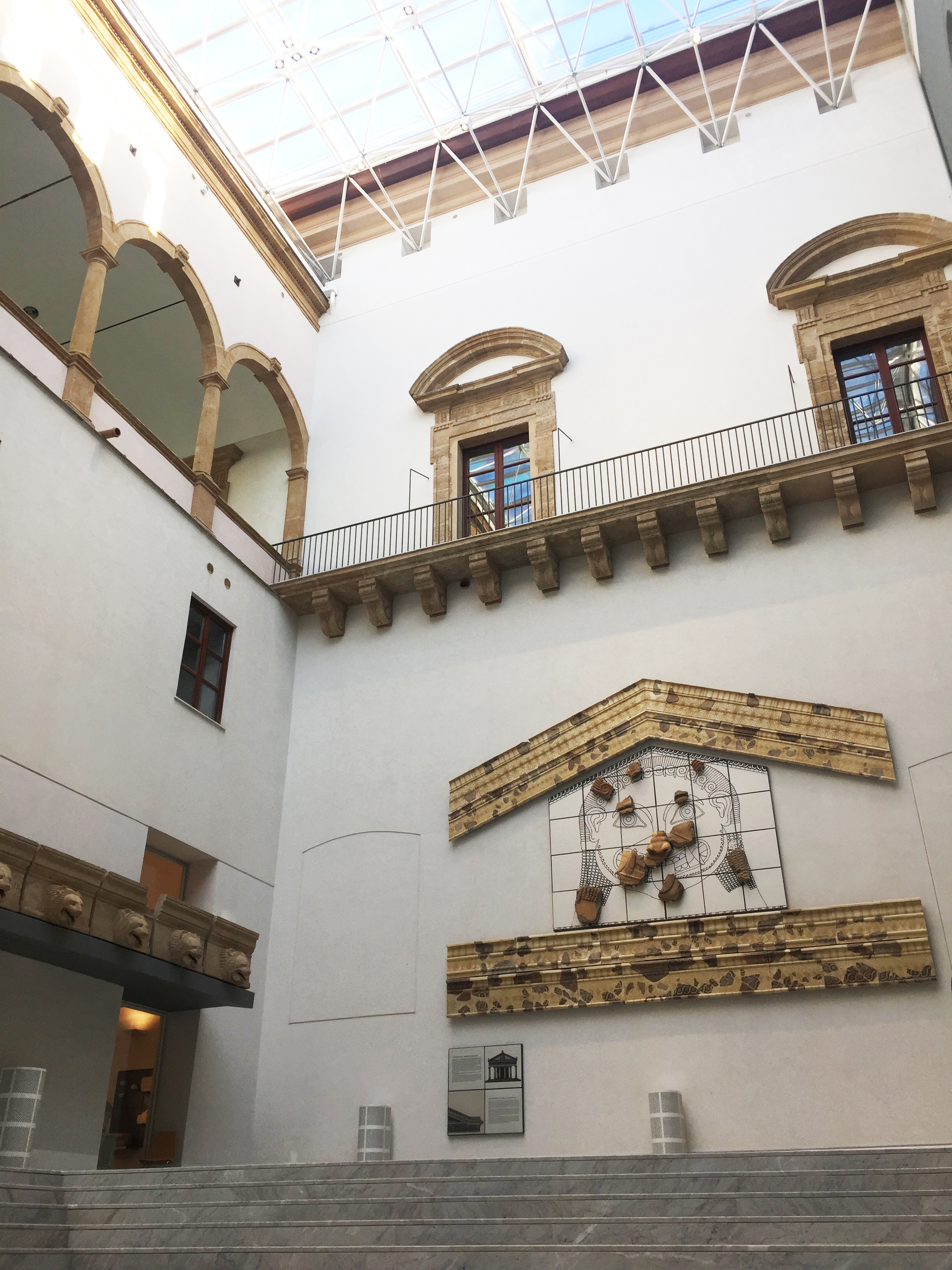
阿哥拉
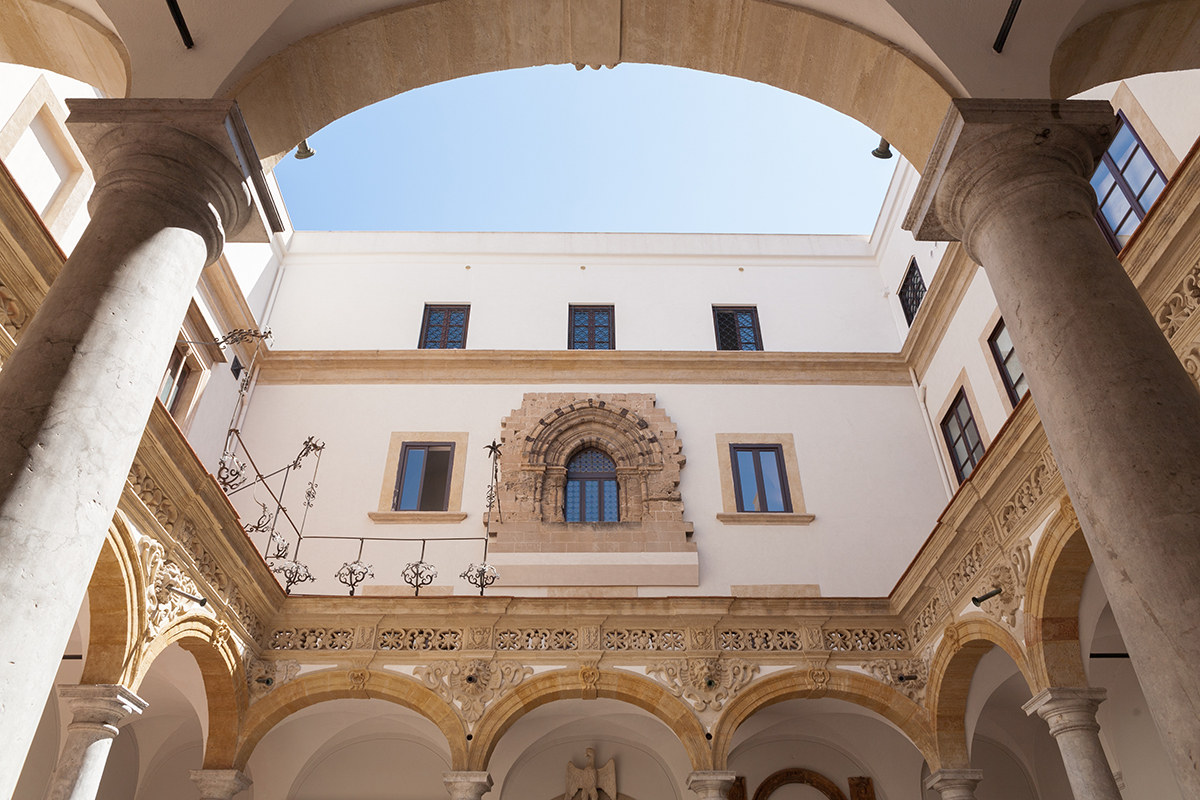
建筑
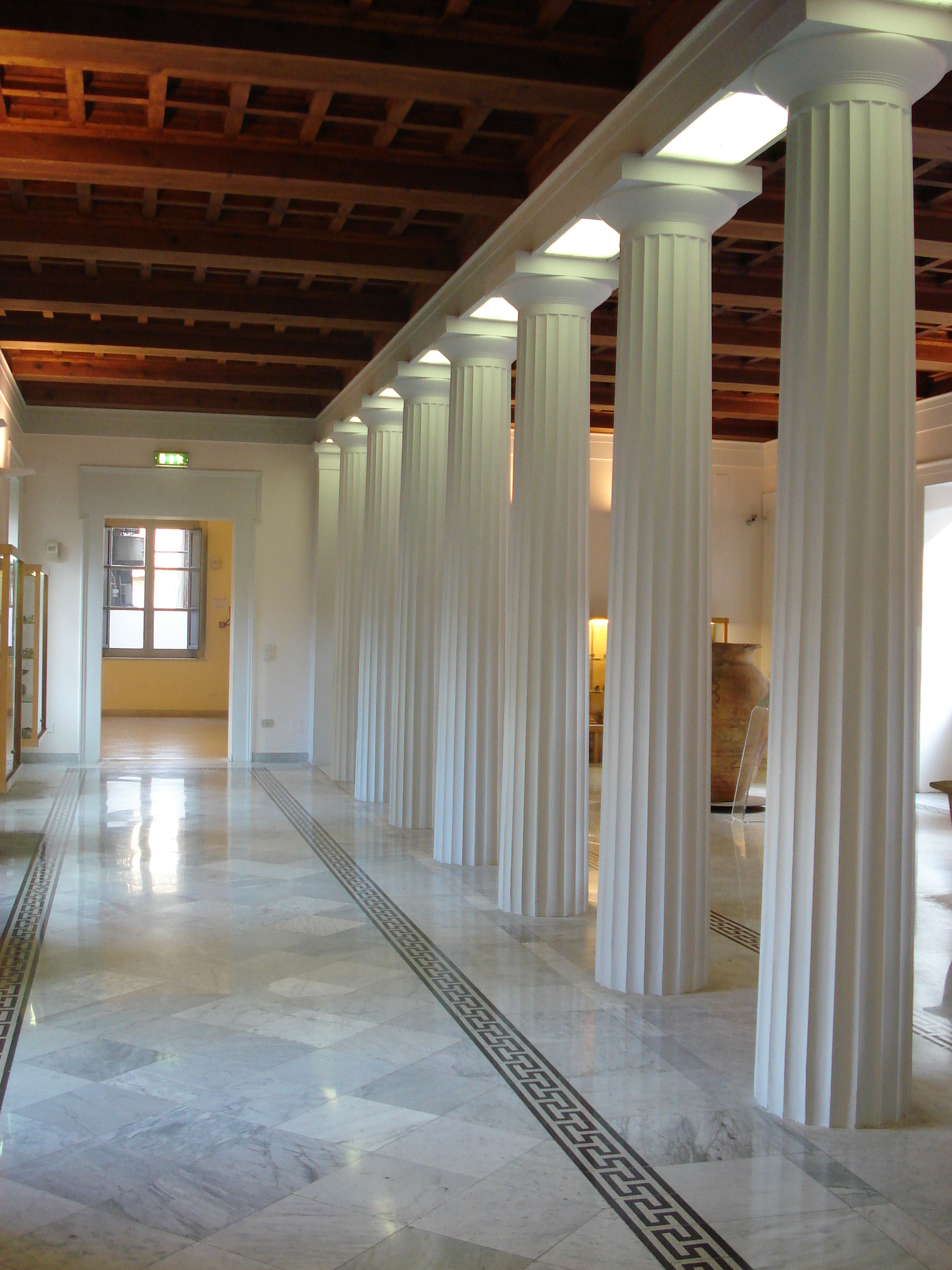
希腊风格石柱
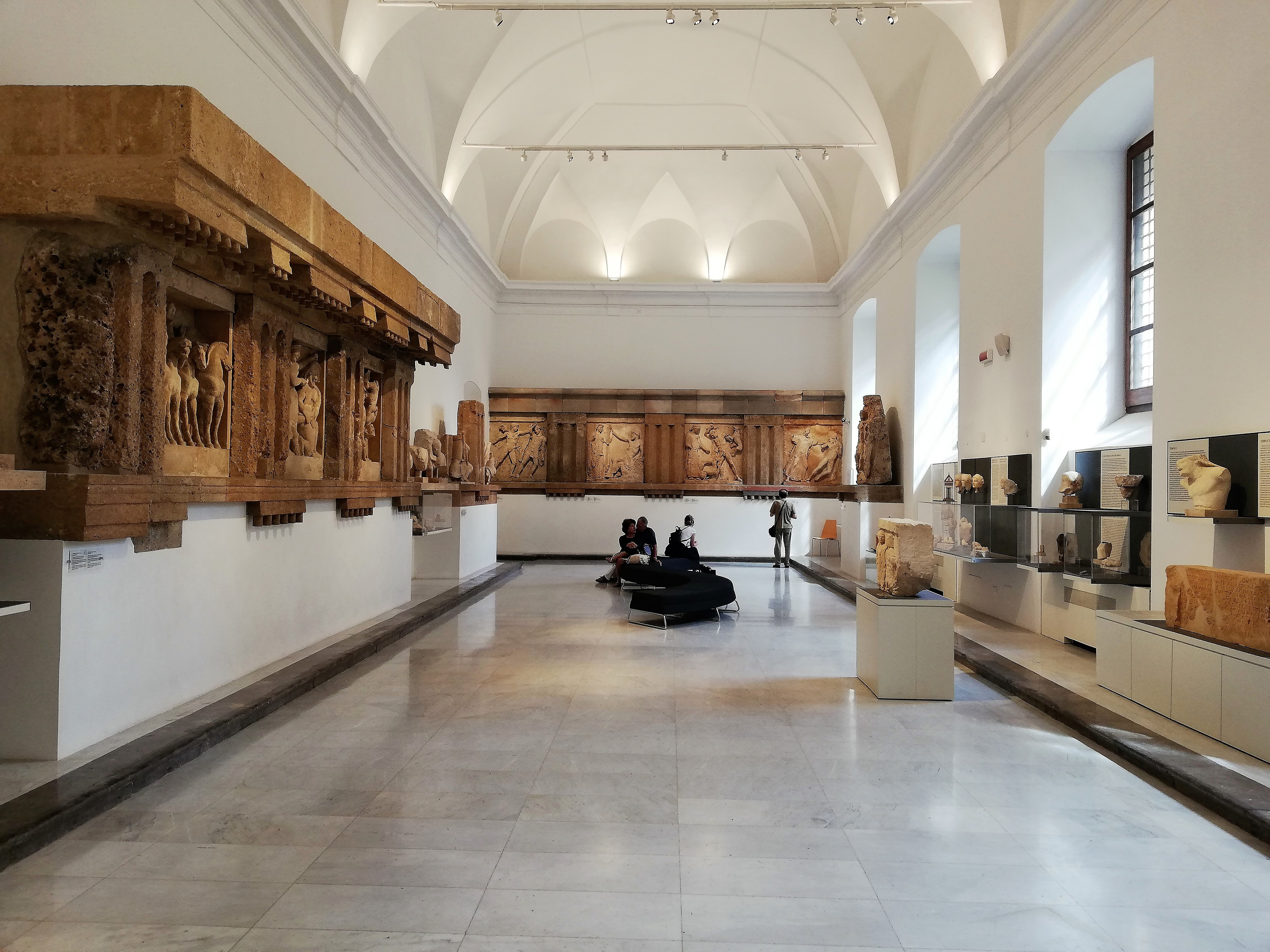
馆内
克劳狄乌斯像